# NRK1
NRK1 è il principale canale televisivo di NRK.
Fu lanciata ufficialmente nel 1960 ma trasmetteva regolarmente già dal 1958.